# Cazaux
Cazaux – miejscowość i gmina we Francji, w regionie Oksytania, w departamencie Ariège.
Według danych na rok 1990 gminę zamieszkiwało 28 osób, a gęstość zaludnienia wynosiła 4 osób/km² (wśród 3020 gmin regionu Midi-Pyrénées Cazaux plasuje się na 1035. miejscu pod względem liczby ludności, natomiast pod względem powierzchni na miejscu 1326.).